# Seznam národních přírodních rezervací v Česku
Seznam národních přírodních rezervací obsahuje všechny národní přírodní rezervace v Česku.
| Kód  | Obrázek                                                             | Název                          | Rozloha (ha) | Vyhlášeno          | Galerie Commons                                                                      | Popis území | Kraj                                   | Souřadnice                       |
| ---- | ------------------------------------------------------------------- | ------------------------------ | ------------ | ------------------ | ------------------------------------------------------------------------------------ | --- | -------------------------------------- | -------------------------------- |
| 2401 | Adršpašsko-teplické skály                                           | Adršpašsko-teplické skály      | 1 712,01     | 31. prosince 1933  | Kategorie „Adršpašskoteplické skály“ na Wikimedia Commons                            | Rozlehlé skalní město budované turonskými pískovci | Královéhradecký kraj                   | 50°35′56″ s. š., 16°6′50″ v. d.  |
| 554  | Bílá strž (fotografie z let 1880–82 od fotografa Jindřicha Eckerta) | Bílá Strž                      | 75,67        | 29. prosince 1972  | Kategorie „Bílá strž“ na Wikimedia Commons                                           | Hluboce zaříznuté skalnaté údolí Bílého potoka s četnými stupni, peřejemi a vodopádem s přirozenými lesními porosty | Plzeňský kraj                          | 49°11′30″ s. š., 13°9′30″ v. d.  |
| 2419 | Bohdanečský rybník                                                  | Bohdanečský rybník             | 247,77       | 22. listopadu 1951 | Kategorie „Bohdanečský rybník“ na Wikimedia Commons                                  | Ornitologická lokalita s výskytem bahňáků a dalších druhů vodních a mokřadních ptáků, komplex vodních, mokřadních a lesních ekosystémů | Pardubický kraj                        | 50°5′34″ s. š., 15°40′24″ v. d.  |
| 643  | Bořeň                                                               | Bořeň                          | 23,24        | 10. dubna 1946     | Kategorie „Bořeň (national nature reserve)“ na Wikimedia Commons                     | Znělcový lakolit s teplomilnými společenstvy | Ústecký kraj                           | 50°31′40″ s. š., 13°45′50″ v. d. |
| 2424 | Boubínský prales                                                    | Boubínský prales               | 685,87       | 31. prosince 1933  | Kategorie „Boubínský prales“ na Wikimedia Commons                                    | Přirozené lesní porosty 5. až 8. vegetačního stupně v masivu Boubína s výskytem vzácných a ohrožených druhů rostlin a živočichů | Jihočeský kraj                         | 48°58′37″ s. š., 13°48′43″ v. d. |
| 2426 | Božídarské rašeliniště                                              | Božídarské rašeliniště         | 929,57       | 24. září 1965      | Kategorie „Božídarské rašeliniště“ na Wikimedia Commons                              | Typické krušnohorské rašeliniště se vzácnou květenou i zvířenou | Karlovarský kraj                       | 50°24′ s. š., 12°54′ v. d.       |
| 2430 | Kovarovka                                                           | Broumovské stěny               | 557,39       | 5. března 1956     | Kategorie „Broumovské stěny“ na Wikimedia Commons                                    | Rozsáhlé pískovcové skalní město, místy zachované smíšené porosty | Královéhradecký kraj                   | 50°31′58″ s. š., 16°18′31″ v. d. |
| 1403 | živě meandrující říčka stropnice                                    | Brouskův mlýn                  | 138,20       | 30. prosince 1991  | Kategorie „Brouskův mlýn“ na Wikimedia Commons                                       | Krajinářsky hodnotné údolí Stropnice | Jihočeský kraj                         | 48°52′47″ s. š., 14°41′4″ v. d.  |
| 2431 | Břehyně-Pecopala                                                    | Břehyně - Pecopala             | 903,50       | 31. prosince 1933  | Kategorie „Břehyně - Pecopala“ na Wikimedia Commons                                  | Rybník s rašeliništi, významná mokřadní společenstva, původní bučiny ve skalním městě | Liberecký kraj                         | 50°35′36″ s. š., 14°42′10″ v. d. |
| 2437 | Bukačka                                                             | Bukačka                        | 50,72        | 5. května 1954     | Kategorie „Bukačka“ na Wikimedia Commons                                             | Smíšený bukosmrkový pralesovitý porost s velmi bohatou květenou | Královéhradecký kraj                   | 50°20′13″ s. š., 16°22′36″ v. d. |
| 151  | Býčí skála                                                          | Býčí skála                     | 181,58       | 29. dubna 1975     | Kategorie „Býčí skála Cave“ na Wikimedia Commons                                     | Druhově bohatá přírodní společenstva dubového, bukovo-dubového, dubovo-bukového a bukového vegetačního stupně | Jihomoravský kraj                      | 49°18′27″ s. š., 16°41′41″ v. d. |
| 1067 | Čantoria                                                            | Čantoria                       | 39,45        | 10. ledna 1988     | Kategorie „Čantoryje (national nature reserve)“ na Wikimedia Commons                 | Pralesovitý porost smrku, buku a jedle na balvanitém podkladu | Moravskoslezský kraj                   | 49°40′43″ s. š., 18°47′22″ v. d. |
| 2088 | Pohled do NPR                                                       | Čerchovské hvozdy              | 326,93       | 10. července 2000  | Kategorie „Čerchovské hvozdy“ na Wikimedia Commons                                   | Zbytky přirozených ekosystémů horských a podhorských smíšených bučin s výskytem zvláště chráněných druhů živočichů a rostlin | Plzeňský kraj                          | 49°22′34″ s. š., 12°48′12″ v. d. |
| 2451 | Čertovo jezero                                                      | Černé a Čertovo jezero         | 208,46       | 31. prosince 1933  | Kategorie „Černé a Čertovo jezero“ na Wikimedia Commons                              | Dvě největší šumavská jezera glaciálního původu, na Jezerní stěně horský prales | Plzeňský kraj                          | 49°10′14″ s. š., 13°10′53″ v. d. |
| 1031 | Čertoryje                                                           | Čertoryje                      | 325,58       | 24. července 1987  | Kategorie „Čertoryje (national nature reserve)“ na Wikimedia Commons                 | Velmi reprezentativní ukázka květnatých bělokarpatských luk | Jihomoravský kraj                      | 48°51′17″ s. š., 17°25′0″ v. d.  |
| 2461 | Čertova stěna-Luč                                                   | Čertova stěna-Luč              | 132,62       | 8. února 1935      | Kategorie „Čertova stěna-Luč“ na Wikimedia Commons                                   | Žulové skalní stěny s reliktním borem, v podrostu vřesovec pleťový | Jihočeský kraj                         | 48°37′44″ s. š., 14°16′16″ v. d. |
| 2465 | Červené blato                                                       | Červené blato                  | 331,43       | 21. září 1953      | Kategorie „Červené blato“ na Wikimedia Commons                                       | Rozsáhlé rašeliniště s porostem blatky | Jihočeský kraj                         | 48°51′26″ s. š., 14°48′32″ v. d. |
| 1170 | NPR Čtvrtě na podzim 2011                                           | Čtvrtě                         | 95,29        | 23. června 1989    | Kategorie „Čtvrtě“ na Wikimedia Commons                                              | Pestrá mozaika lesních typů se vzácnou květenou | Středočeský kraj                       | 50°17′44″ s. š., 15°3′38″ v. d.  |
| 2473 | Dářko                                                               | Dářko                          | 68,62        | 31. prosince 1933  | Kategorie „Dářko (national nature reserve)“ na Wikimedia Commons                     | Přirozené rašelinné ekosystémy přechodového vrchoviště s blatkovými bory a rašelinnými smrčinami a ekosystémy | Kraj Vysočina                          | 49°38′24″ s. š., 15°52′31″ v. d. |
| 2475 | NPR Děvín-Kotel-Soutěska                                            | Děvín                          | 390,93       | 10. května 1946    | Kategorie „Děvín-Kotel-Soutěska“ na Wikimedia Commons                                | Významné vrcholy Pálavy se stepními společenstvy | Jihomoravský kraj                      | 48°51′57″ s. š., 16°38′42″ v. d. |
| 6198 | NPR Divoká Oslava                                                   | Divoká Oslava                  | 340,42       | 1. prosince 2019   | Kategorie „Divoká Oslava“ na Wikimedia Commons                                       | Přirozené ekosystémy a biotopy vzácných a ohrožených druhů rostlin a živočichů | Kraj Vysočina                          | 49°9′24″ s. š., 16°9′51″ v. d.   |
| 2484 | Albertovy skály u Vltavy                                            | Drbákov - Albertovy skály      | 61,03        | 31. prosince 1933  | Kategorie „Drbákov - Albertovy skály (national nature reserve)“ na Wikimedia Commons | Společenstva skalnatých úbočí v údolí řeky Vltavy ve Středním Povltaví, tvořená přirozenými lesními společenstvy | Středočeský kraj                       | 49°43′27″ s. š., 14°22′10″ v. d. |
| 617  | Střední část národní přírodní rezervace                             | Habrůvecká bučina              | 88,56        | 23. června 1975    | Kategorie „Habrůvecká bučina“ na Wikimedia Commons                                   | Smíšený lesní porost s převahou buku | Jihomoravský kraj                      | 49°19′11″ s. š., 16°41′45″ v. d. |
| 103  | Hádecká planinka                                                    | Hádecká planinka               | 83,16        | 2. září 1950       | Kategorie „Hádecká planinka“ na Wikimedia Commons                                    | Druhově bohatý komplex teplomilných doubrav a dubohabřin na vápenci | Jihomoravský kraj                      | 49°13′32″ s. š., 16°40′35″ v. d. |
| 125  | Hůrka u Hranic                                                      | Hůrka u Hranic                 | 37,45        | 23. července 1952  | Kategorie „Hůrka u Hranic“ na Wikimedia Commons                                      | Malé, ale významné krasové území s nejhlubší propastí v ČR | Olomoucký kraj                         | 49°32′26″ s. š., 17°44′52″ v. d. |
| 127  | Kámen                                                               | Chejlava                       | 25,90        | 31. prosince 1933  | Kategorie „Chejlava (national nature reserve)“ na Wikimedia Commons                  | Smíšený porost pralesovitého charakteru | Plzeňský kraj                          | 49°32′12″ s. š., 13°33′25″ v. d. |
| 130  | Chlumská stráň                                                      | Chlumská stráň                 | 150,41       | 13. srpna 1992     | Kategorie „Chlumská stráň“ na Wikimedia Commons                                      | Suťový smíšený porost s výskytem tisu červeného | Plzeňský kraj                          | 49°56′2″ s. š., 13°39′9″ v. d.   |
| 140  | Javorina                                                            | Javorina                       | 165,87       | 31. prosince 1933  | Kategorie „Javorina (national nature reserve)“ na Wikimedia Commons                  | Původní listnaté porosty tvořené především květnatými bučinami a suťovými porosty pralesovitého charakteru | Zlínský kraj                           | 48°51′41″ s. š., 17°40′38″ v. d. |
| 1032 |                                                                     | Jazevčí                        | 99,28        | 24. července 1984  | Kategorie „Jazevčí“ na Wikimedia Commons                                             | Rozlehlý komplex rozlehlých bělokarpatských květnatých luk | Jihomoravský kraj                      | 48°52′18″ s. š., 17°34′ v. d.    |
| 144  | Náprstník červený v rezervaci                                       | Jezerka                        | 130,00       | 17. dubna 1969     | Kategorie „Jezerka (national nature reserve)“ na Wikimedia Commons                   | Mozaika doubrav, bučin, jasanových olšin a habrodubových porostů v Krušných horách | Ústecký kraj                           | 50°32′48″ s. š., 13°28′59″ v. d. |
| 146  | Cesta skrz rezervaci Jezevčí vrch                                   | Jezevčí vrch                   | 80,00        | 18. listopadu 1967 | Kategorie „Jezevčí vrch (national nature reserve)“ na Wikimedia Commons              | Znělcová kupa se smíšeným porostem a starou bučinou | Liberecký kraj                         | 50°47′27″ s. š., 14°42′18″ v. d. |
| 2058 | Jizerskohorské bučiny                                               | Jizerskohorské bučiny          | 950,93       | 16. srpna 1999     | Kategorie „Jizerskohorské bučiny“ na Wikimedia Commons                               | Původní smíšený les, významné geomorfologické útvary, dochovalá rostlinná a živočišná společenstva | Liberecký kraj                         | 50°51′33″ s. š., 15°7′59″ v. d.  |
| 153  | Kaluža                                                              | Kaluža                         | 57,03        | 17. prosince 1970  | Kategorie „Kaluža“ na Wikimedia Commons                                              | Bukový smíšený porost typický pro Oderské vrchy | Moravskoslezský kraj                   | 49°49′58″ s. š., 17°50′50″ v. d. |
| 5608 | Národní přírodní rezervace Kaňon Labe                               | Kaňon Labe                     | 443,27       | 1. června 2010     | Kategorie „Kaňon Labe (natural nature reserve)“ na Wikimedia Commons                 | Přirozené lesní porosty na pravém svahu kaňonu řeky Labe | Ústecký kraj                           | 50°50′4″ s. š., 14°14′ v. d.     |
| 559  | Karlovské bučiny                                                    | Karlovské bučiny               | 42,19        | 20. března 1973    | Kategorie „Karlovské bučiny“ na Wikimedia Commons                                    | Zbytek vápnomilné bučiny subatlantského charakteru | Liberecký kraj                         | 50°46′31″ s. š., 14°58′6″ v. d.  |
| 164  | Karlštejn                                                           | Karlštejn                      | 1 547,00     | 26. dubna 1955     | Kategorie „Karlštejn (national nature reserve)“ na Wikimedia Commons                 | Nejtypičtější a nejrozsáhlejší ukázka přírody Českého krasu | Středočeský kraj                       | 49°57′40″ s. š., 14°9′27″ v. d.  |
| 166  | Kladské rašeliny                                                    | Kladské rašeliny               | 264,60       | 31. prosince 1933  | Kategorie „Kladské rašeliny“ na Wikimedia Commons                                    | Soustava několika samostatných rašelinišť obklopených rašelinným lesem | Karlovarský kraj                       | 50°1′34″ s. š., 12°40′16″ v. d.  |
| 1138 | Kněhyně (vlevo) a Čertův mlýn z Pusteven                            | Kněhyně - Čertův mlýn          | 195,02       | 30. ledna 1989     | Kategorie „Kněhyně - Čertův mlýn“ na Wikimedia Commons                               | Porosty místy pralesovitého charakteru, výskyt rysa ostrovida | Moravskoslezský kraj a Zlínský kraj    | 49°29′36″ s. š., 18°18′21″ v. d. |
| 3367 | Kněžičky                                                            | Kněžičky                       | 89,17        | 1. září 2006       | Kategorie „Kněžičky (national nature reserve)“ na Wikimedia Commons                  | Společenstva teplomilných doubrav, teplomilná stepní a lesostepní společenstva | Královéhradecký kraj, Středočeský kraj | 50°8′53″ s. š., 15°19′47″ v. d.  |
| 177  | Kodská jeskyně                                                      | Koda                           | 463,64       | 13. března 1952    | Kategorie „Koda (national nature reserve)“ na Wikimedia Commons                      | Ochrana krajinného rázu, zvířeny a květeny | Středočeský kraj                       | 49°56′10″ s. š., 14°7′1″ v. d.   |
| 178  | Kohoutov                                                            | Kohoutov                       | 30,05        | 7. května 1966     | Kategorie „Kohoutov (national nature reserve)“ na Wikimedia Commons                  | Starý bukový porost | Plzeňský kraj                          | 49°55′22″ s. š., 13°46′15″ v. d. |
| 1298 | Prudký potok                                                        | Králický Sněžník               | 1 694,67     | 14. prosince 1990  | Kategorie „Králický Sněžník“ na Wikimedia Commons                                    | Centrální a vrcholová část masivu s přirozenými porosty, vysokohorské hole a rašeliniště | Pardubický kraj, Olomoucký kraj        | 50°10′39″ s. š., 16°50′4″ v. d.  |
| 2316 | Krumlovsko-rokytenské slepence                                      | Krumlovsko-rokytenské slepence | 86,58        | 1. června 2005     | Kategorie „Krumlovsko-rokytenské slepence“ na Wikimedia Commons                      | Geomorfologicky a mikroklimaticky členité území údolí říčky Rokytné | Jihomoravský kraj                      | 49°3′36″ s. š., 16°19′40″ v. d.  |
| 576  | Křivé jezero                                                        | Křivé jezero                   | 104,21       | 14. září 1973      | Kategorie „Křivé jezero (national nature reserve)“ na Wikimedia Commons              | Mrtvé rameno Dyje s lužními porosty, hnízdiště ptactva | Jihomoravský kraj                      | 48°50′57″ s. š., 16°43′35″ v. d. |
| 6272 |                                                                     | Lanžhotské pralesy             | 439,56       | 1. ledna 2025      | Kategorie „Lanžhotské pralesy (national nature reserve)“ na Wikimedia Commons        | Komplex zaplavovaného lužního lesa | Jihomoravský kraj                      | 48°40′55″ s. š., 16°56′54″ v. d. |
| 208  | Jeden z lednických rybníků                                          | Lednické rybníky               | 552,53       | 9. ledna 1953      | Kategorie „Lednické rybníky (national nature reserve)“ na Wikimedia Commons          | Soustava několika rybníků s přilehlými lukami a lesíky, ornitologicky významné území | Jihomoravský kraj                      | 48°46′29″ s. š., 16°46′40″ v. d. |
| 902  |                                                                     | Libický luh                    | 410,33       | 1. května 1985     | Kategorie „Libický luh“ na Wikimedia Commons                                         | Největší komplex úvalového lužního lesa v Čechách | Středočeský kraj                       | 50°6′45″ s. š., 15°10′ v. d.     |
| 6136 | Lichnice                                                            | Lichnice                       | 120,39       | 26. července 1955  | Kategorie „Lichnice (national nature reserve)“ na Wikimedia Commons                  | Komplex lesních, skalních, travních a vodních ekosystémůy | Pardubický kraj                        | 49°52′52″ s. š., 15°35′5″ v. d.  |
| 226  | Lovoš od jihozápadu                                                 | Lovoš                          | 74,53        | 21. listopadu 1948 | Kategorie „Lovoš (national nature reserve)“ na Wikimedia Commons                     | Vrchol a svahy hory Lovoš s teplomilnými společenstvy a šípákovou doubravou | Ústecký kraj                           | 50°31′39″ s. š., 14°1′13″ v. d.  |
| 1182 | Malý a Velký Štít                                                   | Malý a Velký štít              | 8,61         | 1. října 1989      | Kategorie „Malý a Velký Štít“ na Wikimedia Commons                                   | Opukové stráně s bohatou populací medvědice lékařské a zimostrázku alpinského | Ústecký kraj                           | 50°15′24″ s. š., 13°50′36″ v. d. |
| 238  | Mazák                                                               | Mazák                          | 92,91        | 31. prosince 1933  | Kategorie „Mazák“ na Wikimedia Commons                                               | Typický bukojedlový prales Beskyd | Moravskoslezský kraj                   | 49°32′40″ s. š., 18°26′32″ v. d. |
| 242  | Vrchol Milešovky                                                    | Milešovka                      | 25,50        | 25. září 1951      | Kategorie „Milešovka (national nature reserve)“ na Wikimedia Commons                 | Nejvyšší hora Českého středohoří s typickými společenstvy lesů, stepí a skal | Ústecký kraj                           | 50°33′18″ s. š., 13°55′54″ v. d. |
| 244  | Mionší                                                              | Mionší                         | 169,70       | 31. prosince 1933  | Kategorie „Category:Mionší forest“ na Wikimedia Commons                              | Jedlobukový prales s lesními loučkami a pramenisky | Moravskoslezský kraj                   | 49°32′ s. š., 18°39′46″ v. d.    |
| 249  | Mohelenská hadcová step                                             | Mohelenská hadcová step        | 108,94       | 31. prosince 1933  | Kategorie „Mohelenská hadcová step“ na Wikimedia Commons                             | Skalnatý amfiteátr s významnou květenou a zvířenou vázanou na hadcový podklad | Kraj Vysočina                          | 49°6′27″ s. š., 16°10′42″ v. d.  |
| 6218 | NPR Nebesa                                                          | Nebesa                         | 419,54       | 22. července 2020  | Název kategorie na Wikimedia Commons nebyl zadán                                     | Ochrana ekosystémů bučin, suťových a lužních lesů, biotopů s výskytem užovky stromové a třetihorních vulkanických žil se sloupcovitou odlučností | Karlovarský kraj                       | 50°20′55″ s. š., 13°2′43″ v. d.  |
| 278  | Novodomské rašeliniště                                              | Novodomské rašeliniště         | 312,61       | 18. listopadu 1967 | Kategorie „Novodomské rašeliniště“ na Wikimedia Commons                              | Rozlehlé rašeliniště s porostem blatky | Ústecký kraj                           | 50°32′53″ s. š., 13°16′16″ v. d. |
| 279  | Novozámecký rybník                                                  | Novozámecký rybník             | 270,00       | 31. prosince 1933  | Kategorie „Novozámecký rybník“ na Wikimedia Commons                                  | Ornitologická lokalita s hojným výskytem vodních a mokřadních druhů ptáků a komplex mokřadních a dalších ekosystémů | Liberecký kraj                         | 50°37′50″ s. š., 14°33′1″ v. d.  |
| 282  | Oblík                                                               | Oblík                          | 20,50        | 18. listopadu 1967 | Kategorie „Oblík“ na Wikimedia Commons                                               | Izolovaný čedičový kopec s teplomilnými společenstvy | Ústecký kraj                           | 50°24′41″ s. š., 13°48′31″ v. d. |
| 320  | Pluhův bor                                                          | Pluhův bor                     | 87,23        | 17. prosince 1970  | Kategorie „Pluhův bor (national nature reserve)“ na Wikimedia Commons                | Hadcová společenstva | Karlovarský kraj                       | 50°3′14″ s. š., 12°46′49″ v. d.  |
| 1088 | Pohled na lokalitu                                                  | Pochválovská stráň             | 24,30        | 1. června 1989     | Kategorie „Pochválovská stráň“ na Wikimedia Commons                                  | Bohatá lokalita medvědice lékařské, zimostrázu alpského, přirozených teplomilných křovin, doubrav a suťových lesů | Středočeský kraj                       | 50°14′3″ s. š., 13°48′29″ v. d.  |
| 925  | Zimný rybník v NPR Polanská niva                                    | Polanská niva                  | 122,30       | 12. června 1985    | Kategorie „Polanská niva“ na Wikimedia Commons                                       | Zachovalý lužní les s meandrujícím tokem Odry a řadou mrtvých ramen | Moravskoslezský kraj                   | 49°45′44″ s. š., 18°11′10″ v. d. |
| 1035 | Národní přírodní rezervace Porážky                                  | Porážky                        | 49,76        | 24. července 1987  | Kategorie „Porážky“ na Wikimedia Commons                                             | Významná bělokarpatská louka, jediné naleziště všivce statného v ČR | Jihomoravský kraj a Zlínský kraj       | 48°53′7″ s. š., 17°37′27″ v. d.  |
| 334  | Pouzdřany                                                           | Pouzdřanská step-Kolby         | 49,09        | 10. května 1946    | Kategorie „Pouzdřanská step - Kolby“ na Wikimedia Commons                            | Travnatá kavylová step s významnou květenou, výskyt kobylky saga,šípáková doubrava | Jihomoravský kraj                      | 48°57′5″ s. š., 16°38′28″ v. d.  |
| 1307 | Petrovy kameny a vrchol Pradědu, jádro NPR Praděd                   | Praděd                         | 2 031,40     | 4. června 1955     | Kategorie „Praděd (national nature reserve)“ na Wikimedia Commons                    | Komplex přirozených společenstev lesů, pastvin a holí nejvyšších partií Jeseníků | Moravskoslezský kraj a Olomoucký kraj  | 50°4′54″ s. š., 17°13′41″ v. d.  |
| 350  | NPR Pulčín - Hradisko                                               | Pulčín - Hradisko              | 72,73        | 30. května 1966    | Kategorie „Pulčín - Hradisko“ na Wikimedia Commons                                   | Skály budované flyšovými pískovci s řadou pseudokrasových jevů, přirozené smíšené porosty | Zlínský kraj                           | 49°13′56″ s. š., 18°4′45″ v. d.  |
| 354  | Radhošť                                                             | Radhošť                        | 144,93       | 30. ledna 1989     | Kategorie „Radhošť“ na Wikimedia Commons                                             | Smíšené pralesovité porosty vrcholových partií Beskyd | Moravskoslezský kraj                   | 49°29′43″ s. š., 18°13′3″ v. d.  |
| 1045 | Radostínské rašeliniště                                             | Radostínské rašeliniště        | 30,52        | 24. července 1987  | Kategorie „Radostínské rašeliniště (national nature reserve)“ na Wikimedia Commons   | Přechodové rašeliniště v podhorském stupni s typickými rostlinnými i živočišnými společenstvy | Kraj Vysočina                          | 49°39′35″ s. š., 15°53′2″ v. d.  |
| 1188 | Ramena řeky Moravy                                                  | Ramena řeky Moravy             | 71,19        | 15. března 1990    | Kategorie „Ramena řeky Moravy“ na Wikimedia Commons                                  | Hlavní tok Moravy s četnými přítoky, mrtvými rameny, břehovými porosty a lužními lesy | Olomoucký kraj                         | 49°41′7″ s. š., 17°6′53″ v. d.   |
| 361  | Raná                                                                | Raná                           | 9,30         | 23. května 1951    | Kategorie „Raná (České středohoří)“ na Wikimedia Commons                             | Zbytek české stepi, lokalita ovsíře Besserova | Ústecký kraj                           | 50°24′19″ s. š., 13°45′56″ v. d. |
| 1886 | Les bledulí v Ransku                                                | Ransko                         | 695,40       | 14. ledna 1956     | Kategorie „Ransko“ na Wikimedia Commons                                              | Rozsáhlý lesní komplex Ranského masivu | Kraj Vysočina                          | 49°40′21″ s. š., 15°48′35″ v. d. |
| 365  | Rašeliniště Jizerky                                                 | Rašeliniště Jizerky            | 112,21       | 21. června 1960    | Kategorie „Rašeliniště Jizerky“ na Wikimedia Commons                                 | Rašelinné louky s porosty kleče a rašelinných smrčin, v Safírovém potoce byly nalezeny polodrahokamy | Liberecký kraj                         | 50°49′46″ s. š., 15°19′39″ v. d. |
| 366  | Rašeliniště Jizery                                                  | Rašeliniště Jizery             | 202,00       | 21. června 1960    | Kategorie „Rašeliniště Jizery“ na Wikimedia Commons                                  | Bilaterální rašeliniště s meandrujícím tokem Jizery | Liberecký kraj                         | 50°51′53″ s. š., 15°17′54″ v. d. |
| 367  | Rašeliniště Skřítek                                                 | Rašeliniště Skřítek            | 166,65       | 4. června 1955     | Kategorie „Rašeliniště Skřítek“ na Wikimedia Commons                                 | Prameništní rašeliniště obklopené podmáčenými smrčinami | Olomoucký kraj a Moravskoslezský kraj  | 49°59′33″ s. š., 17°9′39″ v. d.  |
| 369  | Razula                                                              | Razula                         | 23,52        | 31. prosince 1933  | Kategorie „Razula“ na Wikimedia Commons                                              | Jedlobukový prales | Zlínský kraj                           | 49°21′35″ s. š., 18°22′55″ v. d. |
| 371  | Velké mechové jezírko                                               | Rejvíz                         | 331,29       | 4. června 1955     | Kategorie „Rejvíz (national nature reserve)“ na Wikimedia Commons                    | Rozlehlé rašeliniště s jezírky a významnou květenou | Olomoucký kraj                         | 50°13′8″ s. š., 17°17′57″ v. d.  |
| 368  | Rešovské vodopády                                                   | Rešovské vodopády              | 77,81        | 20. listopadu 1966 | Kategorie „Rešovské vodopády“ na Wikimedia Commons                                   | Soutěska Huntavy v rulovém podkladu, svahy jsou porostlé smíšenými porosty | Moravskoslezský kraj                   | 49°52′58″ s. š., 17°12′33″ v. d. |
| 1981 | Rohová                                                              | Rohová                         | 273,37       | 1. srpna 1998      | Kategorie „Rohová“ na Wikimedia Commons                                              | Přirozené lesních ekosystémy suťových lesů a bučin, skalní ekosystémy skal a drolin, biotopy vzácných a ohrožených druhů rostlin ploštičníku evropského, starčku skalního a tisu červeného včetně jejich populací a severojižně orientované kuesty se strmým svahem na východní straně | Pardubický kraj                        | 49°43′20″ s. š., 16°35′10″ v. d. |
| 5703 | Rolavská vrchoviště                                                 | Rolavská vrchoviště            | 751,15       | 1. července 2012   | Kategorie „Rolavská vrchoviště“ na Wikimedia Commons                                 | Přirozené lesní porosty tvořené především společenstvy rašelinných smrčin, společenstva vrchovišť, přechodových rašelinišť a horských a podhorských vřesovišť, jedinečná společenstva rostlin a bezobratlých živočichů vázaná na ruiny areálu bývalé úpravny cínové rudy               | Karlovarský kraj                       | 50°23′31″ s. š., 12°37′49″ v. d. |
| 590  | Růžák                                                               | Růžovský vrch                  | 92,82        | 8. května 1974     | Kategorie „Růžovský vrch“ na Wikimedia Commons                                       | Čedičová dominanta s přirozenými smíšenými porosty | Ústecký kraj                           | 50°49′58″ s. š., 14°19′52″ v. d. |
| 382  | Infotabule u hranice rezervace                                      | Salajka                        | 21,86        | 4. července 1956   | Kategorie „Salajka (national nature reserve)“ na Wikimedia Commons                   | Jedlobukový prales poblíže Bumbálky | Moravskoslezský kraj                   | 49°24′4″ s. š., 18°25′6″ v. d.   |
| 383  | Sedlo                                                               | Sedlo                          | 42,20        | 1. listopadu 1968  | Kategorie „Sedlo (České středohoří)“ na Wikimedia Commons                            | Tefritový hřbet se skalami a sutěmi, porosty pralesového charakteru, stepní a lesostepní květena | Ústecký kraj                           | 50°35′35″ s. š., 14°15′50″ v. d. |
| 298  | Slanisko u Nesytu                                                   | Slanisko u Nesytu              | 16,67        | 4. října 1961      | Kategorie „Slanisko u Nesytu“ na Wikimedia Commons                                   | Nejcennější moravská lokalita slanomilných rostlin | Jihomoravský kraj                      | 48°46′34″ s. š., 16°41′52″ v. d. |
| 404  | Lávka v Soos                                                        | Soos                           | 221,00       | 7. listopadu 1964  | Kategorie „Soos“ na Wikimedia Commons                                                | Významné rašeliniště a slatiny na křemelinovém štítě | Karlovarský kraj                       | 50°8′58″ s. š., 12°24′13″ v. d.  |
| 407  | Stará řeka                                                          | Stará a Nová řeka              | 1 196,94     | 5. března 1956     | Kategorie „Stará řeka (national nature reserve)“ na Wikimedia Commons                | Meandrující tok s lužními porosty, loukami a lesy, hnízdiště ptactva | Jihočeský kraj                         | 49°0′22″ s. š., 14°50′ v. d.     |
| 413  | Strabišov-Oulehla                                                   | Strabišov-Oulehla              | 69,63        | 8. května 1953     | Kategorie „Strabišov-Oulehla“ na Wikimedia Commons                                   | Výslunné stráně s listnatým porostem, lokalita střevičníku pantoflíčku | Zlínský kraj                           | 49°10′24″ s. š., 17°12′18″ v. d. |
| 432  | Šerák                                                               | Šerák-Keprník                  | 1 174,44     | 31. prosince 1933  | Kategorie „Šerák“ na Wikimedia Commons                                               | Vrcholová partie Jeseníků - smilkové hole, pralesovité horské smrčiny a horské bučiny | Olomoucký kraj                         | 50°10′53″ s. š., 17°6′56″ v. d.  |
| 440  | Pohled od východu                                                   | Špraněk                        | 28,70        | 5. dubna 1949      | Kategorie „Špraněk“ na Wikimedia Commons                                             | Krasové území s jeskyněmi s bohatou výzdobou | Olomoucký kraj                         | 49°40′5″ s. š., 16°54′38″ v. d.  |
| 5967 | Tabulová                                                            | Tabulová                       | 108,38       | 1. srpna 2014      | Název kategorie na Wikimedia Commons nebyl zadán                                     | Přirozené lesní porosty, řirozená společenstva bazifilní vegetace efemér a sukulentů, soubor podzemních a povrchových krasových jevů, pulace vzácných a ohrožených druhů rostlin a živočichů                                                                                           | Jihomoravský kraj                      | 48°50′26″ s. š., 16°38′15″ v. d. |
| 730  | Trčkov                                                              | Trčkov                         | 65,13        | 1. července 1982   | Kategorie „Trčkov“ na Wikimedia Commons                                              | Travnaté svahové náhorní plochy s význačnými druhy teplomilné květeny | Královéhradecký kraj                   | 50°18′47″ s. š., 16°24′58″ v. d. |
| 840  | Týřov                                                               | Týřov                          | 420,00       | 31. prosince 1933  | Kategorie „Týřov (nature reserve)“ na Wikimedia Commons                              | Reprezentativní území Křivoklátska s přirozenými lesy, lesostepí a skalní stepí | Středočeský kraj                       | 49°58′50″ s. š., 13°48′7″ v. d.  |
| 606  | NPR Úhošť                                                           | Úhošť                          | 114,57       | 4. října 1974      | Kategorie „Úhošť“ na Wikimedia Commons                                               | Výrazná dominanta čedičové tabulové hory se vzácnými teplomilnými společenstvy | Ústecký kraj                           | 50°21′44″ s. š., 13°15′8″ v. d.  |
| 491  | Bučina                                                              | Ve Studeném                    | 41,67        | 19. března 1935    | Kategorie „Ve Studeném“ na Wikimedia Commons                                         | Přirozené lesní porosty, tvořené přírodními společenstvy bučin a suťových lesů | Středočeský kraj                       | 49°52′25″ s. š., 14°51′43″ v. d. |
| 1149 | Velká Niva                                                          | Velká Niva                     | 120,38       | 1. července 1989   | Kategorie „Velká Niva“ na Wikimedia Commons                                          | Rozlehlé nivní rašeliniště s přirozenými lesními porosty | Jihočeský kraj                         | 48°55′19″ s. š., 13°49′30″ v. d. |
| 842  | Velká Pleš                                                          | Velká Pleš                     | 95,70        | 11. října 1984     | Kategorie „Velká Pleš“ na Wikimedia Commons                                          | Reliktní doubrava a otevřené "pleše" s teplomilnou květenou | Středočeský kraj                       | 49°59′21″ s. š., 13°48′26″ v. d. |
| 235  | Velký a Malý Bezděz                                                 | Velký a Malý Bezděz            | 28,11        | 31. prosince 1933  | Kategorie „Velký a Malý Bezděz“ na Wikimedia Commons                                 | Přirozené lesní porosty | Liberecký kraj                         | 50°32′21″ s. š., 14°43′0″ v. d.  |
| 498  | Velký a Malý Tisý                                                   | Velký a Malý Tisý              | 615,54       | 17. června 1957    | Kategorie „Velký a Malý Tisý“ na Wikimedia Commons                                   | Jedna z nejvýznamnějších ornitologických rezervací ČR | Jihočeský kraj                         | 49°3′39″ s. š., 14°43′8″ v. d.   |
| 503  | Velký Špičák                                                        | Velký Špičák                   | 45,85        | 7. listopadu 1964  | Kategorie „Velký Špičák (national nature reserve)“ na Wikimedia Commons              | Přirozený bukový porost | Kraj Vysočina                          | 49°18′29″ s. š., 15°30′45″ v. d. |
| 506  | Větrušické rokle                                                    | Větrušické rokle               | 24,72        | 17. dubna 1969     | Kategorie „Větrušické rokle“ na Wikimedia Commons                                    | Spilitové skály s travnatými společenstvy | Středočeský kraj                       | 50°11′47″ s. š., 14°22′40″ v. d. |
| 512  | Voděradské bučiny                                                   | Voděradské bučiny              | 658,00       | 4. března 1955     | Kategorie „Voděradské bučiny“ na Wikimedia Commons                                   | Rozlehlý bukový porost | Středočeský kraj                       | 49°58′9″ s. š., 14°46′58″ v. d.  |
| 1137 | Vrapač                                                              | Vrapač                         | 80,69        | 30. ledna 1989     | Kategorie „Vrapač“ na Wikimedia Commons                                              | Meandrující tok se slepými rameny, lužní lesy a bohatá zvěřina | Olomoucký kraj                         | 49°42′31″ s. š., 17°2′23″ v. d.  |
| 851  | Potok Vůznice                                                       | Vůznice                        | 231,22       | 11. října 1984     | Kategorie „Vůznice“ na Wikimedia Commons                                             | Soubor přirozených lesních a lesostepních společenstev Křivoklátska | Středočeský kraj                       | 50°1′36″ s. š., 13°59′30″ v. d.  |
| 522  | Vyšenské kopce                                                      | Vyšenské kopce                 | 66,73        | 6. března 1951     | Kategorie „Vyšenské kopce (National nature reserve)“ na Wikimedia Commons            | Lokalita teplomilné květeny na krystalických vápencích | Jihočeský kraj                         | 48°49′22″ s. š., 14°17′50″ v. d. |
| 290  | Vývěry Punkvy                                                       | Vývěry Punkvy                  | 556,50       | 31. prosince 1933  | Kategorie „Vývěry Punkvy“ na Wikimedia Commons                                       | Rozsáhlý systémem jeskyní s propastí Macochou | Jihomoravský kraj                      | 49°21′47″ s. š., 16°42′23″ v. d. |
| 1036 | Zahrady pod Hájem                                                   | Zahrady pod Hájem              | 162,33       | 24. července 1987  | Kategorie „Zahrady pod Hájem“ na Wikimedia Commons                                   | Rozlehlý komplex bělokarpatských květnatých luk | Jihomoravský kraj                      | 48°53′9″ s. š., 17°32′ v. d.     |
| 530  | Zástudánčí                                                          | Zástudánčí                     | 100,63       | 24. února 1953     | Kategorie „Zástudánčí“ na Wikimedia Commons                                          | Zachovalý lužní les u neregulovaného toku Bečvy, bohaté ptačí hnízdiště | Olomoucký kraj                         | 49°24′2″ s. š., 17°18′39″ v. d.  |
| 711  | Zhejral                                                             | Zhejral                        | 27,00        | 8. července 1982   | Kategorie „Zhejral“ na Wikimedia Commons                                             | Poměrně nenarušené rašeliniště s typickými společenstvy | Kraj Vysočina                          | 49°13′20″ s. š., 15°18′35″ v. d. |
| 6124 | Vrch Zlatník                                                        | Zlatník                        | 79,16        | 15. dubna 2017     | Kategorie „Zlatník (České středohoří)“ na Wikimedia Commons                          | | Ústecký kraj                           | 50°30′58″ s. š., 13°42′53″ v. d. |
| 537  | Žákova hora                                                         | Žákova hora                    | 38,10        | 31. prosince 1933  | Kategorie „Žákova hora“ na Wikimedia Commons                                         | Zbytek významného jedlobukového pralesa | Kraj Vysočina                          | 49°39′19″ s. š., 15°59′34″ v. d. |
| 539  | Žebračka                                                            | Žebračka                       | 227,60       | 4. června 1949     | Kategorie „Žebračka“ na Wikimedia Commons                                            | Dubohabrový les, bučina a lužní porost, bohaté ptačí refugium | Olomoucký kraj                         | 49°28′12″ s. š., 17°28′11″ v. d. |
| 608  | Žofinka                                                             | Žofinka                        | 128,95       | 18. dubna 1975     | Kategorie „Žofinka“ na Wikimedia Commons                                             | Rozlehlé rašeliniště s rašelinným lesem a bohatou květenou i zvířenou | Jihočeský kraj                         | 48°49′17″ s. š., 14°53′ v. d.    |
| 544  | Žofínský prales                                                     | Žofínský prales                | 102,71       | 28. srpna 1838     | Kategorie „Žofínský prales“ na Wikimedia Commons                                     | Smíšený prales, nejstarší rezervace v ČR (1838) | Jihočeský kraj                         | 48°40′12″ s. š., 14°42′29″ v. d. |

## Zrušené národní přírodní rezervace
| Kód  | Obrázek                                          | Název                                | Rozloha (ha) | Vyhlášeno         | Galerie Commons                                                                | Popis území                                                           | Kraj              | Souřadnice                       |
| ---- | ------------------------------------------------ | ------------------------------------ | ------------ | ----------------- | ------------------------------------------------------------------------------ | --------------------------------------------------------------------- | ----------------- | -------------------------------- |
| 2443 | Mokřad v oboře Cahnov                            | Cahnov – Soutok                      | 13,46        | 28. prosince 1949 | Kategorie „Cahnov-Soutok“ na Wikimedia Commons                                 | Starý lužní prales s bohatým podrostem a avifaunou                    | Jihomoravský kraj | 48°39′21″ s. š., 16°56′28″ v. d. |
| 362  | Ranšpurk                                         | Ranšpurk                             | 19,20        | 28. prosince 1949 | Kategorie „Ranšpurk“ na Wikimedia Commons                                      | Starý lužní prales s bohatou avifaunou                                | Jihomoravský kraj | 48°40′41″ s. š., 16°56′48″ v. d. |
| 377  | Cesta na Stolovou horu                           | Tabulová, Růžový vrch a Kočičí kámen | 48,27        | 25. června 1951   | Kategorie „Tabulová, Růžový vrch a Kočičí kámen“ na Wikimedia Commons          | Travnaté svahové náhorní plochy s význačnými druhy teplomilné květeny | Jihomoravský kraj | 48°50′29″ s. š., 16°38′14″ v. d. |
| 496  | Velké Jeřábí jezero (národní přírodní rezervace) | Velké Jeřábí jezero                  | 26,90        | 4. února 1938     | Kategorie „Velké jeřábí jezero (national nature reserve)“ na Wikimedia Commons | Rašeliniště s blatkou                                                 | Karlovarský kraj  | 50°24′18″ s. š., 12°35′21″ v. d. |
| 501  | Velký močál                                      | Velký močál                          | 50,27        | 31. května 1969   | Kategorie „Rašeliniště Velký močál“ na Wikimedia Commons                       | Horské rašeliniště s klečí                                            | Karlovarský kraj  | 50°23′40″ s. š., 12°38′29″ v. d. |